# 武州荒木駅

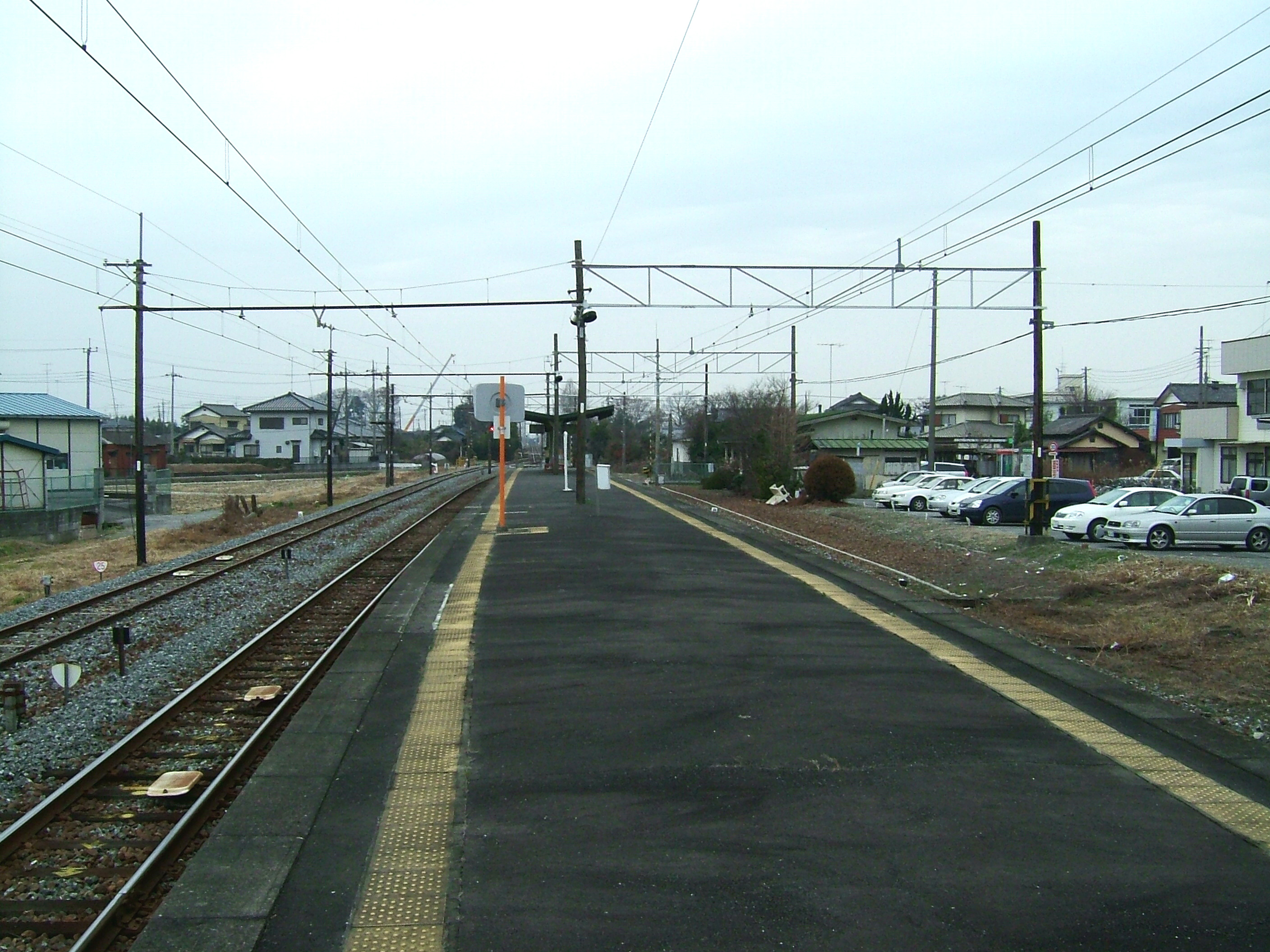
ホーム（2008年1月）

武州荒木駅（ぶしゅうあらきえき）は、埼玉県行田市大字荒木にある秩父鉄道秩父本線の駅である。駅番号はCR04。

## 歴史
- 1921年（大正10年）4月1日：開業（北武鉄道の一駅）[1][2]。
- 2022年（令和4年）3月12日：ICカード「PASMO」の利用が可能となる[3]。同時に無人化[3]。

## 駅構造
島式ホーム1面2線を有する地上駅。木造駅舎を有する。無人駅である。簡易PASMO改札機設置駅。
無人化以前は業務委託駅（管理駅：熊谷駅）であり、駅係員在勤時間は平日7:00 - 17:15、土休日は7:00 - 17:45となっていた。

### のりば
| 番線 | 路線    | 方向 | 行先                                       |
| ---- | ------- | ---- | ------------------------------------------ |
| 1    | ■秩父線 | 下り | 行田市・熊谷・寄居・長瀞・秩父・三峰口方面 |
| 2    | ■秩父線 | 上り | 羽生方面                                   |

列車は右側通行で交換が行われる。便所（水洗式）は改札内にある。なお、ホーム南側に待避線が存在し、急行列車や不定期列車等で使用している。また、早朝に熊谷駅方面から回送列車が当駅待避線で折り返して東行田始発三峰口行きとなる。

## 利用状況
2019年度の利用者数は秩父線37駅中25位である。
年度ごとの1日平均乗車人員は以下の通り。
| 年度               | 乗車人員 （1日平均） |
| ------------------ | -------------------- |
| 1999年（平成11年） | 274                  |
| 2000年（平成12年） | 261                  |
| 2001年（平成13年） | 249                  |
| 2002年（平成14年） | 241                  |
| 2003年（平成15年） | 240                  |
| 2004年（平成16年） | 223                  |
| 2005年（平成17年） | 219                  |
| 2006年（平成18年） | 208                  |
| 2007年（平成19年） | 220                  |
| 2008年（平成20年） | 217                  |
| 2009年（平成21年） | 202                  |
| 2010年（平成22年） | 207                  |
| 2011年（平成23年） | 197                  |
| 2012年（平成24年） | 186                  |
| 2013年（平成25年） | 184                  |
| 2014年（平成26年） | 181                  |
| 2015年（平成27年） | 176                  |
| 2016年（平成28年） | 176                  |
| 2017年（平成29年） | 181                  |
| 2018年（平成30年） | 181                  |
| 2019年（令和元年） | 173                  |
| 2020年（令和2年）  | 118                  |

## 駅周辺
- 荒木郵便局
- 行田市立見沼小学校（旧行田市立荒木小学校と旧行田市立須加小学校が統合し、2022年4月に旧行田市立荒木小学校跡に開校[5]）
- 行田市立見沼中学校
- 天州寺
- 国道125号
- 埼玉県道7号佐野行田線
- 埼玉県道197号武州荒木停車場線
- 見沼代用水

## その他
- 鴉「列車」のPV（山﨑賢人出演）のロケ地として、駅構内および駅周辺が使われている。

## 隣の駅
秩父鉄道
■秩父本線
■急行「秩父路」（土休日のみ運転）
通過
□各駅停車
新郷駅 (CR03) - 武州荒木駅 (CR04) - 東行田駅 (CR05)